# Caroline Testman
Caroline Sophie Testman (6. februar 1839, København - 1. september 1919, København) var en dansk kvinderetsforkæmper og forstanderinde. Hun var formand for Dansk Kvindesamfund 1872-1883. 1874-1890 forstander for Dansk Kvindesamfunds Søndagsskole for Kvinder og 1883-1906 forstander for Handelsskolen for Kvinder.
Hun var datter af postmester, kaptajn og Ridder af Dannebrog Peder Otto Testman (1806-90) og Henriette Marie Hohlenberg (1808-74). Caroline Testman blev ikke gift og fik ingen børn.